# Agrypon emeiense
Agrypon emeiense är en stekelart som beskrevs av Wang 1984. Agrypon emeiense ingår i släktet Agrypon och familjen brokparasitsteklar. Inga underarter finns listade i Catalogue of Life.